# Recharged (album)
Recharged là album remix thứ hai gồm các bản nhạc của ban nhạc rock Mỹ Linkin Park. Album được phát hành vào ngày 29 tháng 10 năm 2013, thông qua Warner Bros. Records và Machine Shop. Nó được Rick Rubin và Mike Shinoda sản xuất toàn bộ. Album bao gồm các bản phối lại của mười bài hát trong album phòng thu thứ năm của ban nhạc Living Things, cũng như một bài hát mới, "A Light That Never Comes" (và một bản phối lại của nó) với Steve Aoki, nó cũng là đĩa đơn đầu tiên của album, phát hành vào ngày 16 tháng 9.
Mặc dù Recharged nhận được nhiều đánh giá trái chiều từ các nhà phê bình, nhưng nó từng là album remix bán chạy đứng thứ mười.

## Hoàn cảnh và quảng bá
Recharged chính thức được thông báo trên trang Facebook của ban nhạc vào ngày 12 tháng 9 năm 2013, cùng ngày mà trò chơi mới của họ, LP Recharge, được phát hành. Ban nhạc tiết lộ rằng album này là một album phối lại, bao gồm các bản phối lại của mười bài hát trong Living Things, và cũng bao gồm bài hát mới của họ với Steve Aoki, "A Light That Never Comes" (và một bản phối lại của nó). Năm trong số các bản phối lại đã được phát hành trước đó trong chương trình khuyến mãi đặt hàng trước cho Living Things, được gọi là Living Things Remixed (sau khi phát hành Living Things, những khách hàng đặt hàng trước sẽ nhận được bản phối lại của một bài hát trong album mỗi tháng trong vòng tám tháng). Ban nhạc cũng thông báo rằng sẽ có một phiên bản giới hạn của album, chỉ có trên trang web của họ. Nó có một tượng điêu khắc 3D tương tác dựa trên hình bìa của album Living Things, một tập sách hình ảnh 48 trang, cả hai album Living Things và Recharged, và một bút cảm ứng từ tính có thể tương tác với dung dịch lỏng trong tượng điêu khắc 3D để tạo ra các mẫu và thiết kế độc đáo. Đặt hàng trước bắt đầu vào ngày 16 tháng 9.
Liên quan đến bài hát "A Light That Never Comes" và album, Mike Shinoda đã nói:
Tôi nghĩ rằng bài hát này cũng như quá trình phát hành nó đã cho thấy chúng ta đang ở đâu. Tạo ra bài hát cùng Steve, công bố nó thông qua trò chơi Facebook Recharge, và mở bán trên Xbox Music của Microsoft—tôi nghĩ tất cả đều cho thấy sự cống hiến của ban nhạc cho sự thử nghiệm và đẩy xa giới hạn— "Linkin Park post info about LP Recharge and upcoming album"

Vào ngày 13 tháng 9, Shinoda đã đăng tải một bài khác trên trang Facebook của ban nhạc, tiết lộ danh sách ca khúc và nói về album:
Sau Reanimation, tôi đã từng nói với mọi người rằng tôi sẽ không bao giờ tạo ra một album phối lại khác nữa...nhưng vào lúc tôi bắt đầu nghe thấy những bản phối lại tuyệt vời của LIVING THINGS, tôi buộc phải thay đổi suy nghĩ. Kết quả, RECHARGED, là hoàn toàn xứng đáng. tôi rất nóng lòng để các bạn có thể tận hưởng sản phẩm tuyệt vời này, với những sự đóng góp của Pusha T, Datsik, KillSonik, Bun B, Money Mark, và nhiều người khác. Bài hát mới của chúng tôi cùng Steve Aoki, A LIGHT THAT NEVER COMES cũng nằm trong album, đi kèm là bản remix đặc biệt của bài hát mới ấy bởi Rick Rubin độc nhất vô nhị.— "RECHARGED track list:"

Trong cùng bài đăng đó, Shinoda tiết lộ rằng các đơn đặt hàng trước từ trang web của ban nhạc sẽ nhận được bản tải xuống kỹ thuật số độc quyền bài phối lại "Burn It Down" của Paul van Dyk, nó cũng đã được phát hành trước đó trong Living Things Remixed.
Kể từ ngày 24 tháng 10 năm 2013, toàn bộ album có thể được nghe trên MTV.com, năm ngày trước khi chính thức phát hành.
Vào ngày 21 tháng 1 năm 2014, một đĩa EP mới đã được phát hành trực tuyến mang tên "A Light That Never Comes (Remixes)".

## Giới phê bình đón nhận
| Đánh giá chuyên môn | Đánh giá chuyên môn |
| Điểm trung bình     | Điểm trung bình     |
| Nguồn               | Đánh giá            |
| ------------------- | ------------------- |
| Metacritic          | 49/100              |
| Nguồn đánh giá      |                     |
| Nguồn               | Đánh giá            |
| AllMusic            | [ 7 ]               |
| NME                 | 5/10                |
| Now                 | 40/100              |
| Kriss Method        |                     |

 Tại Metacritic, một chuyên trang chỉ định điểm trung bình có trọng số 100 cho các bài đánh giá từ các nhà phê bình chính thống, Recharged nhận được điểm trung bình là 49 dựa trên 4 bài đánh giá, đồng nghĩa với đánh giá trái chiều và trung bình.  NME gọi Recharged là "một bằng chứng khác" cho thấy dubstep và EDM là sự kế thừa của nu metal, và mô tả các bài hát là "trống và bass đến chảy máu cam, những âm tiết 8-bit và dancehall bass quá khổ".
Stephen Thomas Erlewine thuộc AllMusic đã cho nó 3 trên 5 sao, cho rằng "Đây là loại album thu hút chủ yếu những người hâm mộ khó tính đang tìm kiếm một sự thay đổi mới trên nền tảng quen thuộc; nói cách khác, album này khả năng cao không thể chuyển đổi người nghe EDM sang tận hưởng nhạc Linkin Park."

## Doanh thu
Album ra mắt ở vị trí thứ 10 trên bảng xếp hạng Billboard 200, với doanh số tuần đầu tiên là 33.000 bản tại Hoa Kỳ. Trong tuần thứ hai, album đã bán được thêm 11.000 bản. Trong tuần thứ ba, album đã bán được thêm 5.000 bản nâng tổng doanh số bán album lên 49.000 bản. Đến giữa năm 2014, album được cho là đã đạt doanh số 111.000 bản tại Mỹ. Album bán chạy hơn trong năm 2014 so với năm 2013. Nó từng trở thành Album Dance / Electronic bán chạy thứ tám và Album Hard Rock bán chạy thứ hai mươi.

## Danh sách bài hát
| Recharged – Tải xuống kỹ thuật số / CD / Đĩa than | Recharged – Tải xuống kỹ thuật số / CD / Đĩa than                   | Recharged – Tải xuống kỹ thuật số / CD / Đĩa than |
| STT                                               | Nhan đề                                                             | Thời lượng                                        |
| ------------------------------------------------- | ------------------------------------------------------------------- | ------------------------------------------------- |
| 1.                                                | "A Light That Never Comes" (với Steve Aoki)                         | 3:49                                              |
| 2.                                                | "Castle of Glass" (M. Shinoda remix)                                | 6:20                                              |
| 3.                                                | "Lost in the Echo" (KillSonik remix)                                | 5:09                                              |
| 4.                                                | "Victimized" (M. Shinoda remix)                                     | 3:00                                              |
| 5.                                                | "I'll Be Gone" (Vice remix; Pusha T góp mặt)                        | 4:00                                              |
| 6.                                                | "Lies Greed Misery" (Dirtyphonics remix)                            | 4:50                                              |
| 7.                                                | "Roads Untraveled" (Rad Omen Remix; Bun B góp mặt)                  | 5:28                                              |
| 8.                                                | "Powerless (bài hát của Linkin Park)" (Enferno remix)               | 6:07                                              |
| 9.                                                | "Burn It Down" (Tom Swoon remix)                                    | 4:46                                              |
| 10.                                               | "Until It Breaks" (Datsik remix)                                    | 6:00                                              |
| 11.                                               | "Skin to Bone" (Nick Catchdubs Remix) (Cody B. Ware và Ryu góp mặt) | 3:54                                              |
| 12.                                               | "I'll Be Gone" (Schoolboy remix)                                    | 6:11                                              |
| 13.                                               | "Until It Breaks" (Money Mark Headphone remix)                      | 4:29                                              |
| 14.                                               | "A Light That Never Comes" (Rick Rubin remix)                       | 4:40                                              |
| Tổng thời lượng:                                  | Tổng thời lượng:                                                    | 68:43                                             |

| Recharged – bài hát bổ sung cho đặt hàng trước | Recharged – bài hát bổ sung cho đặt hàng trước | Recharged – bài hát bổ sung cho đặt hàng trước |
| STT                                            | Nhan đề                                        | Thời lượng                                     |
| ---------------------------------------------- | ---------------------------------------------- | ---------------------------------------------- |
| 15.                                            | "Burn It Down" (Paul van Dyk remix)            | 8:00                                           |
| Tổng thời lượng:                               | Tổng thời lượng:                               | 76:43                                          |

## Nhân sự
Danh đề gốc của Living Things được chuyển thể từ ghi chú trong album Living Things.
| - Chester Bennington – ca sĩ chính - Rob Bourdon – Trống - Brad Delson – guitar chính, hát bè; hát bổ sung "Until It Breaks"; synthesizer "Burn It Down"; sampler "Lies Greed Misery", "Castle of Glass" và "Victimized"; guitar dây "Castle of Glass" - Dave "Phoenix" Farrell – bass, hát bè; sampler "Lost in the Echo", "Lies Greed Misery" và "Victimized" - Joe Hahn – bàn đĩa, samples, lập trình, hát bè - Mike Shinoda – hát, guitar đệm, nhạc cụ phím, piano, synthesizer; nhạc cụ dây và kèn "Castle of Glass" - Steve Aoki – lập trình viên, nhà sản xuất "A Light That Never Comes" - Owen Pallett – nhạc cụ dây "I'll Be Gone" - KillSonik – remix "Lost in the Echo" - Vice – remix "I'll Be Gone" - Pusha T – hát "I'll Be Gone" - Dirtyphonics – remix "Lies Greed Misery" - Rad Omen – remix "Roads Untraveled" - Bun B – hát "Roads Untraveled" - Enferno – remix "Powerless" - Tom Swoon – remix "Burn It Down" - Datsik – remix "Until It Breaks" - Nick Catchdubs – remix "Skin to Bone" - Cody B. Ware – hát "Skin to Bone" - Ryu – hát "Skin to Bone" - Schoolboy – remix "I'll Be Gone" - Money Mark – remix "Until It Breaks" - Rick Rubin – remix "A Light That Never Comes" | - Rick Rubin – nhà sản xuất - Mike Shinoda – nhà sản xuất, kỹ sư, giám đốc sáng tạo - Joe Hahn – giám đốc sáng tạo - Ethan Mates – kỹ sư - Andrew Hayes – trợ lý, kỹ sư, biên tập viên - Brad Delson – sản xuất bổ sung - Jerry Johnson – kỹ thuật viên trống - Ryan DeMarti – phối hợp sản xuất, phối hợp A&R - Manny Marroquin – phối âm (hỗ trợ bởi Chris Galland và Del Bowers) - Chris "Tek" O'Ryan - kỹ sư âm thanh - Brian Gardner – mastering - Rob Cavallo – A&R - Liza Jospeph – phối hợp A&R - Peter Standish – giám đốc marketing - Mike Shinoda, Joe Hahn, Rickey Kim – chỉ đạo sáng tạo - Annie Nguyen – chỉ đạo nghệ thuật - Brandon Parvini thuộc Ghost Town Media – đồ họa bổ sung - Frank Maddocks – thiết kế biểu tượng LP |  |

## Xếp hạng và chứng nhận
| Bảng xếp hạng (2013–14)                  | Thứ hạng cao nhất |
| ---------------------------------------- | ----------------- |
| Album Úc (ARIA)                          | 7                 |
| Album Áo (Ö3 Austria)                    | 9                 |
| Album Bỉ (Ultratop Vlaanderen)           | 28                |
| Album Bỉ (Ultratop Wallonie)             | 30                |
| Canadian Albums Chart                    | 9                 |
| Album Cộng hòa Séc (ČNS IFPI)            | 29                |
| Album Phần Lan (Suomen virallinen lista) | 38                |
| Album Đức (Offizielle Top 100)           | 4                 |
| Album Ireland (IRMA)                     | 41                |
| Album Hà Lan (Album Top 100)             | 34                |
| Album Hungaria (MAHASZ)                  | 6                 |
| Japanese Albums (Oricon)                 | 13                |
| Album New Zealand (RMNZ)                 | 9                 |
| Spanish Albums (PROMUSICAE)              | 33                |
| Album Thụy Sĩ (Schweizer Hitparade)      | 6                 |
| Album Anh Quốc (OCC)                     | 12                |
| Album Hoa Kỳ Billboard 200               | 10                |
| US Dance/Electronic Albums               | 1                 |
| US Hard Rock Albums                      | 1                 |
| US Rock Albums                           | 3                 |
| US Alternative Albums                    | 3                 |

| Bảng xếp hạng (2013)       | Thứ hạng |
| -------------------------- | -------- |
| US Dance/Electronic Albums | 18       |
| US Hard Rock Albums        | 45       |

| Bảng xếp hạng (2014)       | Thứ hạng |
| -------------------------- | -------- |
| US Dance/Electronic Albums | 8        |
| US Hard Rock Albums        | 25       |

### Chứng nhận
| Quốc gia                                                                           | Chứng nhận | Số đơn vị/doanh số chứng nhận |
| ---------------------------------------------------------------------------------- | ---------- | ----------------------------- |
| Đức (BVMI)                                                                         | Gold       | 100,000^                      |
| * Chứng nhận dựa theo doanh số tiêu thụ. ^ Chứng nhận dựa theo doanh số nhập hàng. |            |                               |

## Lịch sử phát hành
| Khu vực | Ngày                      | Định dạng    | Hãng đĩa                  |
| ------- | ------------------------- | ------------ | ------------------------- |
| Hoa Kỳ  | Ngày 29 tháng 10 năm 2013 | CD tải xuống | Warner Bros. Machine Shop |